# جون بريان إيفانز
جون بريان إيفانز (بالإنجليزية: John Bryan Evans)‏ هو كاتب سيناريو ومخرج بريطاني، ولد في 5 مايو 1980 في ريكسهام في المملكة المتحدة.

## وصلات خارجية
- جون بريان إيفانز على موقع IMDb (الإنجليزية)